# Província de Iga

Mapa das províncias japonesas (1868) com a província de Iga em destaque

Iga (伊賀国, Iga no kuni) foi uma antiga província do Japão na área equivalente ao oeste da atual prefeitura de Mie. Iga fazia fronteira com as províncias de Ise, Ōmi, Yamato e Yamashiro.

## Geografia
A província de Iga é uma região cercada de montanhas no centro da região de Kansai, na ilha de Honshū.
Iga foi uma das quinze antigas províncias que formavam a região de Tōkaidō (東海道). Essa área foi uma das regiões que formavam o sistema gokishichidō -- um método para organizar as ilhas japonesas em cinco elementos conhecidos. A região de Tōkaidō situava-se na borda sudeste de Honshū; seu nome literalmente significa 'Caminho do Mar do Leste'.
O termo Tōkaidō também se refere a uma série de estradas que conectava as capitais (国府 kokufu) de cada uma das províncias da região, incluindo a pequena Iga. Historicamente, a província de Iga era pouco acessível devido às más condições da estrada. Entretanto, hoje é de fácil acesso a partir de Nara e Kyoto, assim como das cidades de Osaka e Nagoya.

## História

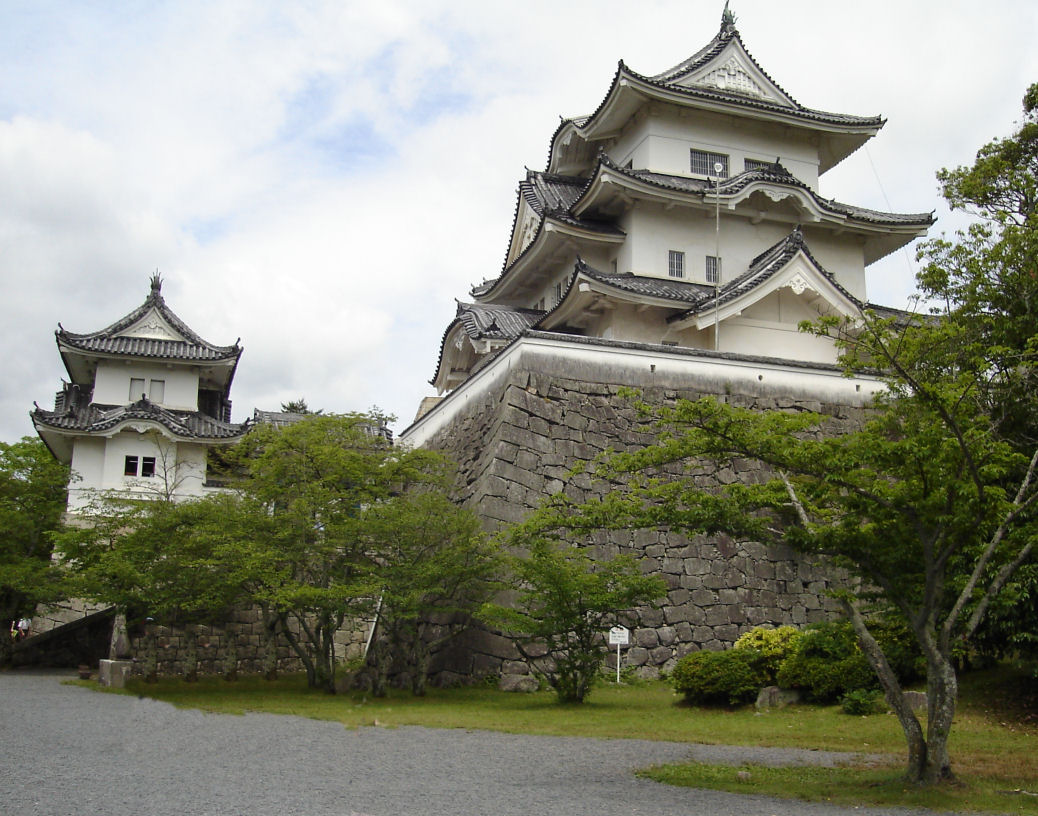
Castelo de Iga-Ueno

Hoje, boa parte da história de Iga pode ser vista em diversos pontos de visita turística espalhados em Mie. A cidade de Ueno era a localização do castelo de Iga-Ueno. 
A província de Iga é particularmente famosa por seus clãs ninja, origem do renomado guerreiro Hattori Hanzō. Tanto Iga como Kōka são consideradas o berço do ninjutsu. Também era a terra natal do poeta de haiku Matsuo Bashō.
Durante o começo do Período Muromachi a província de Iga se tornou relativamente independente de seus senhores feudais e estabeleceu uma forma de república. A república de Iga era conhecida como Iga Sokoku Ikki (伊賀惣国一揆) em japonês.
Em 1581, dois anos depois de uma invasão fracassada liderada por seu filho, o líder militar Oda Nobunaga lançou uma invasão massiva a Iga, atacando de seis direções com uma força de 40000 a 60000 homens. Depois de assassinar um grande número de habitantes da região de Iga, Oda Nobunaga então declarou um cessar-fogo que permitiu a alguns ninjas de Iga escapar. Era, no entanto, o fim da república independente de Iga.